# Demokratska stranka (SAD)
Demokratska stranka (engl. Democratic Party) jedna je od dviju glavnih političkih stranaka u Sjedinjenim Američkim Državama. Od kasnih 1850-ih njezin glavni politički suparnik jest Republikanska stranka.
Demokratska stranka osnovana je 1828. godine. Martin Van Buren, tadašnji senator iz New Yorka, odigrao je ključnu ulogu u uspostavljanju koalicije državnih organizacija koja je formirala novu stranku, služeći kao instrument za izbor Andrewa Jacksona iz Tennesseeja za predsjednika Sjedinjenih Američkih Država. Demokratska stranka najstarija je aktivna politička stranka na svijetu. U početku je zagovarala široka predsjednička ovlaštenja, agrarizam i geografski ekspanzionizam, dok se suprotstavljala nacionalnoj banci i visokim carinama. Izabrala je predsjednika samo dvaput između 1860. i 1912. godine, Iako je u tom razdoblju još dvaput dobila većinu glasova. Krajem 19. stoljeća nastavila se suprotstavljati visokim carinama te je vodila žustre unutarnje rasprave o zlatnom standardu. Na početku 20. stoljeća djelomično (ne sve frakcije) je podržavala  progresivne reforme te se protivila imperijalizmu, pri čemu je Woodrow Wilson osvojio Bijelu kuću 1912. i 1916. godine.
Od kada je Franklin D. Roosevelt izabran za predsjednika 1932. godine, Demokratska stranka zagovarala je liberalnu platformu koja uključuje podršku socijalnoj sigurnosti i osiguranju od nezaposlenosti. Novi dogovor privukao je snažnu podršku stranke među nedavnim europskim imigrantima, ali je istovremeno oslabilo krilo stranke koje je zastupalo poslovne interese. Od kasnijih razdoblja Rooseveltove administracije do 1950-ih, manjina unutar južnog krila stranke udružila se s konzervativnim republikancima kako bi usporila i spriječila progresivne domaće reforme. Nakon razdoblja „Velikog društva“ – programa progresivnih zakona pod vodstvom Lyndona B. Johnsona, koji je često nadjačavao konzervativnu koaliciju 1960-ih – temeljne baze stranaka pomaknule su se: južne savezne države postale su pouzdanije republikanske, dok su sjeveroistočne postale pouzdanije demokratske. Utjecaj radničkih sindikata unutar stranke smanjio se od 1970-ih, a kako je američki birački elektorat nakon poraza Jimmyja Cartera 1980. godine krenuo konzervativnijim putem, izbor Billa Clintona označio je pomak stranke prema Trećem putu, usmjeravajući njezin ekonomski stav prema tržišno orijentiranoj politici. Barack Obama nadzirao je usvajanje Zakona o pristupačnoj zdravstvenoj skrbi 2010. godine.
U 21. stoljeću, stranka je najjača među Afroamerikancima, LGBT+ osobama, gradskim biračima, američkim Židovima, radnicima u sindikatima, diplomcima sveučilišta, ženama, te osobama koje nisu u braku. Na društvenim pitanjima, zagovara prava na pobačaj, prava glasa, prava LGBT osoba, poduzimanje mjera protiv klimatskih promjena te legalizaciju marihuane. Na gospodarskim pitanjima, stranka zagovara reformu zdravstvene skrbi, slobodnu trgovinu, plaćeni bolovni dopust te podršku sindikatima. U vanjskoj politici, stranka podržava liberalni internacionalizam te čvrste stavove protiv Kine i Rusije.

## Političke pozicije

### Ekonomska politika
- Proširenje programa socijalne zaštite.
- Povećanje poreza na kapitalnu dobit i poreza na dividendu na iznad 28 %.
- Smanjenje poreza za pripadnike niže i srednje klase te male tvrtke.
- Promjena poreznih pravila kako bi se zaustavio odljev radne snage.
- Povećanje savezne minimalne plaće.
- Modernizacija i proširenje pristupa javnom obrazovanju i osiguravanje univerzalnog predškolskog obrazovanja.
- Uvođenje univerzalne zdravstvene zaštite.
- Povećanje ulaganja u razvoj infrastrukture.
- Povećanje ulaganja u znanstveno-tehnološka istraživanja i razvoj.
- Proširenje korištenja obnovljivih izvora energije i smanjenje uporabe fosilnih goriva.
- Uvođenje poreza na ugljik.
- Reformiranje sustava studentskih zajmova i omogućavanje njihova refinanciranja.
- Osiguravanje jednake plaće za jednak rad bez obzira na spol, rasu ili nacionalnost.

### Socijalna politika
- Zadržavanje neutralnosti mreže.
- Provođenje reforme financiranja izbornih kampanja te sveobuhvatna izborna reforme.
- Zadržavanje prava glasa i jednostavan pristup glasanju.
- Uvođenje istospolnih brakova i životnih partnerstava.
- Omogućavanje pristupa pobačaju i ženskoj reproduktivnoj zdravstvenoj zaštiti.
- Reforma imigracijskog sustava i olakšavanje dobivanja državljanstva.
- Strože kontrole i regulacije za nositelje oružja.
- Poboljšavanje zakona o privatnosti i ograničavanje nadzora vlasti.
- Protivljenje mučenju.

## Demokratski predsjednici
Vidi još: Dodatak:Popis Predsjednika Sjedinjenih Američkih Država
Do 2025. godine, bilo je ukupno 16 demokratskih predsjednika.
| #   | Ime (životni vijek)                   | Portret         | Država        | Početak predsjedništva | Kraj predsjedništva | Vrijeme provedeno na dužnosti |
| --- | ------------------------------------- | --------------- | ------------- | ---------------------- | ------------------- | ----------------------------- |
| 7.  | Andrew Jackson (1767. – 1845.)        |                 | Tennessee     | 4. ožujka 1829.        | 4. ožujka 1837.     | 8 godina, 0 dana              |
| 8.  | Martin Van Buren (1782. – 1862.)      |                 | New York      | 4. ožujka 1837.        | 4. ožujka 1841.     | 4 godine, 0 dana              |
| 11. | James K. Polk (1795. – 1849.)         |                 | Tennessee     | 4. ožujka 1845.        | 4. ožujka 1849.     | 4 godine, 0 dana              |
| 14. | Franklin Pierce (1804. – 1869.)       |                 | New Hampshire | 4. ožujka 1853.        | 4. ožujka 1857.     | 4 godine, 0 dana              |
| 15. | James Buchanan (1791. – 1868.)        |                 | Pennsylvania  | 4. ožujka 1857.        | 4. ožujka 1861.     | 4 godine, 0 dana              |
| 17. | Andrew Johnson (1808. – 1875.)        |                 | Tennessee     | 15. travnja 1865.      | 4. ožujka 1869.     | 3 godine, 323 dana            |
| 22. | Grover Cleveland (1837. – 1908.)      |                 | New York      | 4. ožujka 1885.        | 4. ožujka 1889.     | 8 godina, 0 dana              |
| 24. | Grover Cleveland (1837. – 1908.)      | 4. ožujka 1893. | New York      | 4. ožujka 1897.        |                     | 8 godina, 0 dana              |
| 28. | Woodrow Wilson (1856. – 1924.)        |                 | New Jersey    | 4. ožujka 1913.        | 4. ožujka 1921.     | 8 godina, 0 dana              |
| 32. | Franklin D. Roosevelt (1882. – 1945.) |                 | New York      | 4. ožujka 1933.        | 12. travnja 1945.   | 12 godina, 39 dana            |
| 33. | Harry S. Truman (1884. – 1972.)       |                 | Missouri      | 12. travnja 1945.      | 20. siječnja 1953.  | 7 godina, 283 dana            |
| 35. | John F. Kennedy (1917. – 1963.)       |                 | Massachusetts | 20. siječnja 1961.     | 22. studenoga 1963. | 2 godine, 306 dana            |
| 36. | Lyndon B. Johnson (1908. – 1973.)     |                 | Teksas        | 22. studenoga 1963.    | 20. siječnja 1969.  | 5 godina, 59 dana             |
| 39. | Jimmy Carter (1924. – 2024.)          |                 | Georgia       | 20. siječnja 1977.     | 20. siječnja 1981.  | 4 godine, 0 dana              |
| 42. | Bill Clinton (rođen 1946.)            |                 | Arkansas      | 20. siječnja 1993.     | 20. siječnja 2001.  | 8 godina, 0 dana              |
| 44. | Barack Obama (rođen 1961.)            |                 | Illinois      | 20. siječnja 2009.     | 20. siječnja 2017.  | 8 godina, 0 dana              |
| 46. | Joe Biden (rođen 1942.)               |                 | Delaware      | 20. siječnja 2021.     | 20. siječnja 2025.  | 4 godine, 0 dana              |